# حيمورة
الحيمورة (الاسم العلمي: Rhodella) هي جنس من النباتات الحمراء تتبع فصيلة الحيمورات من رتبة الحيموريات.

## أنواع الحيمورة
- حيمورة متشابكة
- حيمورة بنفسجية